# 14234 Davidhoover
14234 Davidhoover (1999 XZ182) là một tiểu hành tinh vành đai chính được phát hiện ngày 12 tháng 12 năm 1999 bởi Nhóm nghiên cứu tiểu hành tinh gần Trái Đất phòng thí nghiệm Lincoln ở Socorro.